# Nyschnjohirskyj
Nyschnjohirskyj (ukrainisch Нижньогірський; russisch Нижнегорский/Nischnegorski, krimtatarisch Seyitler) ist eine Siedlung städtischen Typs und das administrative Zentrum des gleichnamigen Rajons im Osten der Autonomen Republik Krim, Ukraine mit 9400 Einwohnern (2016). Die Ortschaft ist ein Verkehrsknotenpunkt des Schienen- und Straßenverkehrs.

## Geographie
Nyschnjohirskyj liegt an der Fernstraße M 17 sowie an der Bahnstrecke von Dschankoj nach Kertsch.
Die Entfernung zur südwestlich gelegenen Hauptstadt der Krim, Simferopol, beträgt 91 km und die zum nordwestlich gelegenen Armjansk beträgt 128 km.
Zur Siedlungsratsgemeinde gehören, neben Nyschnjohirskyj, noch die Dörfer Selene (Зелене) mit etwa 1100 Einwohnern und Linijne (Лінійне) mit etwa 500 Einwohnern.

## Geschichte
Der genaue Zeitpunkt der Gründung von Sejitler (ukrainisch Сеїтле́р), dem ursprünglichen Namen des Dorfes, ist nicht bekannt. Er liegt wohl im 17. Jahrhundert. Seit 1938 hat die Ortschaft den Status einer Siedlung städtischen Typs.
Am 30. Oktober 1941 wurde die Ortschaft von Truppen der Wehrmacht besetzt. Befreit wurde die Siedlung von der Roten Armee am 12. April 1944 und noch im selben Jahr wird die Ortschaft, im Zusammenhang mit der Deportation der krimtatarischen Bevölkerung, in Nyschnjohirskyj umbenannt.

## Bevölkerungsentwicklung
| Jahr      | 1805 | 1896 | 1926 | 1959  | 1970  | 1979  | 1989   | 2001   | 2016  |
| --------- | ---- | ---- | ---- | ----- | ----- | ----- | ------ | ------ | ----- |
| Einwohner | 62   | 475  | 996  | 4.208 | 7.570 | 9.344 | 10.453 | 10.466 | 9.436 |

Quelle: 1805–1926;
ab 1959

## Persönlichkeiten
- Serhij Dsynsyruk (* 1976), ukrainischer Boxer

## Rajon
Nyschnjohirskyj ist Verwaltungssitz des gleichnamigen Rajons. Der Rajon Nyschnjohirskyj befindet sich im Osten der Halbinsel Krim. Er grenzt im Norden an die Küste des Sywasch, ein dem Asowschen Meer vorgelagertes Buchtensystem, und im Süden an die Ausläufer des Krimgebirges. Er hat 50.600 Einwohner und eine Fläche von 1212 km². Die Bevölkerungsdichte beträgt 42 Einwohner je km².